# امپراتوری آفریقای مرکزی
امپراتوری آفریقای مرکزی (به فرانسوی: Empire centrafricain)، حکومت دیکتاتوری آفریقای مرکزی در فاصله سال‌های ۱۹۷۶ تا ۱۹۷۹ بود. ژان-بدیل بوکاسا رئیس‌جمهور وقت خود را در چهار دسامبر ۱۹۷۶ «امپراتور» نامید و جمهوری را منحل کرد. خرج مراسم تاجگذاری وی حدود ۲۰ میلیون دلار آمریکا بود که در آن سال یک چهارم درآمد کل دولت بود.
همچنین بدیل بوکاسا به آدم‌خواری شهرت داشت. آشپز سابق وی گفته است که یکی از غذاهای مورد علاقه دیکتاتور آفریقای مرکزی دلمه برنج پیچیده شده در گوشت بدن انسان بوده که بعد از آغشتن به مقداری جین آن را نیمه کباب می‌کردند. آشپز جنسیت این اجساد را به خاطر نمی‌آورد و می‌گوید اربابش گوشت را فراهم می‌کرده و فقط به او دستور می‌داده تا غذا را مهیا کند. در ۲۰ سپتامبر سال ۱۹۷۹ بوکاسا با کودتای نظامی حمایت شده توسط فرانسه سرنگون شد.

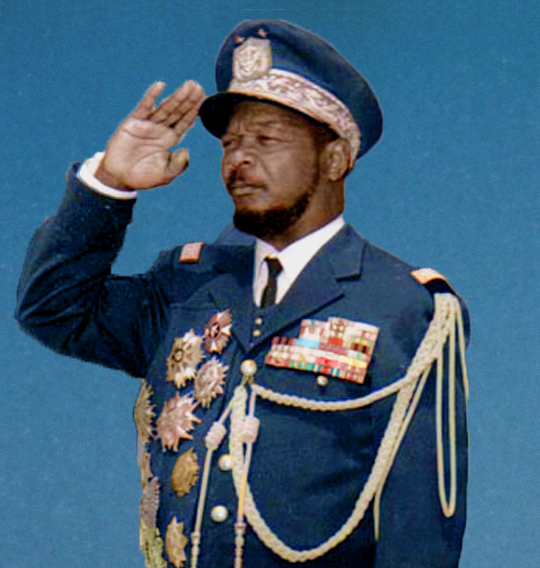
ژان-بدل بوکاسا